# Поленшак
Поленшак (на словенски: Polenšak) е село в Словения, Подравски регион, община Дорнава. Според Националната статистическа служба на Република Словения през 2002 г. селото има 177 жители.